# Guglielmo Federico di Nassau-Dietz
Guglielmo Federico di Nassau-Dietz, in olandese Willem Frederik van Nassau-Dietz (Arnhem, 7 agosto 1613 – Leeuwarden, 31 ottobre 1664), fu conte (e dal 1654 principe imperiale) di Nassau-Dietz, statolder di Frisia, Groninga e Drenthe.

## Biografia

### Vita familiare
Guglielmo Federico era il secondo figlio di Ernesto Casimiro di Nassau-Dietz e di Sofia Edvige di Brunswick-Lüneburg. Il 2 maggio 1652, a Kleve, egli sposò Albertina Agnese d'Orange, quinta figlia di Federico Enrico, principe d'Orange, e di Amalia di Solms-Braunfels; insieme ebbero tre figli:
- Amalia (1655-1695), sposò Giovanni Guglielmo di Sassonia-Eisenach;
- Enrico Casimiro II, conte di Nassau-Dietz (1657-1696), sposò Enrichetta Amalia di Anhalt-Dessau;
- Guglielmina Sofia Edvige (1664–1667).

Il fatto che sua moglie fosse solo la quinta figlia di Federico Enrico e che essi si sposarono dopo la morte del padre di lei avrebbe in seguito assunto uno speciale significato nella disputa che sarebbe seguita circa l'eredità del titolo di Principe d'Orange alla morte di Guglielmo III d'Inghilterra, avvenuta nel 1702. Federico Enrico, nel suo testamento, aveva inserito una clausola che, nel caso si fosse estinta la sua linea di discendenza maschile, e questo avvenne con Guglielmo III, il titolo sarebbe stato ereditato dal discendente maschio della figlia maggiore Luisa Enrichetta. Questa precisazione sarebbe stata di per sé inutile, ma Guglielmo III aveva invece specificato nel suo testamento che l'eredità doveva spettare ai discendenti di Guglielmo Federico. Questa situazione portò ad un conflitto testamentario, con il risultato che entrambi i contendenti assunsero il titolo nobiliare e divisero l'eredità materiale.
Lo stesso Guglielmo Federico aveva d'altronde un passato dinastico altrettanto complicato; egli era un discendente di Giovanni VI, conte di Nassau-Dillenburg, fratello minore di Guglielmo il Taciturno, antenato di sua moglie Albertina Agnese. Alla morte di Giovanni VI nel 1606 la sua eredità venne suddivisa tra i cinque figli, uno dei quali era il padre di Guglielmo Federico, Ernesto Casimiro, che ricevette il titolo di Conte di Nassau-Dietz. Il titolo venne ereditato inizialmente dal fratello maggiore di Guglielmo Federico, Enrico Casimiro I, che nel 1620 era succeduto tra l'altro al padre nella carica di statolder di Frisia, Groninga e Drenthe.

### Carriera
La condizione di secondogenito non sembrava destinare Guglielmo Federico alla carriera che infine seguì; egli studiò all'Università di Leida e di Groninga, e successivamente entrò a fare parte dell'esercito della Repubblica delle Sette Province Unite, come i suoi antenati maschi e suo fratello. In questa veste egli fu un compagno di quelli che in un futuro sarebbero diventati suo suocero e cognato, Guglielmo II, principe d'Orange. Il fratello maggiore di Guglielmo Federico morì in combattimento nel 1640 nei pressi di Hulst e, dal momento che questi era celibe e senza figli, Guglielmo Federico ne ereditò i titoli.
Comunque, dal momento che l'ufficio di statolder non era ancora ereditario, Guglielmo Federico riuscì a essere nominato solamente in Frisia; lo statolderato di Groninga e Drenthe andò invece a Federico Enrico, non senza una battaglia tra di lui e Guglielmo Federico. Dopo la morte di Federico Enrico nel 1647, il figlio Guglielmo II gli succedette come statolder in queste due provincie; nel 1650 egli morì, appena una settimana prima della nascita del figlio Guglielmo III, cosicché Guglielmo Federico riuscì ad ottenere lo statolderato di Groninga e Drenthe.
All'epoca egli avrebbe potuto ottenere anche la carica di statolder nelle altre cinque province (Olanda, Zelanda, Utrecht, Gheldria e Overijssel), dopotutto lo statolderato era un incarico elettivo. Il ramo principale della famiglia di Nassau avrebbe potuto avanzare delle pretese alla carica, ma dal momento che il pretendente era un infante, queste rivendicazioni non venivano prese in seria considerazione; ciononostante, per evitare dispute con la vedova e la madre di Guglielmo II d'Orange, Guglielmo Federico non perorò le proprie pretese, ma si offrì di agire nella veste di statolder luogotenente nelle cinque province, finché il piccolo Guglielmo III non fosse diventato adulto.
Il ragazzo avrebbe potuto essere condotto ad accettare l'offerta, non fosse stato per gli eventi che avevano preceduto la morte di Guglielmo II; egli aveva infatti organizzato un golpe militare contro gli Stati generali d'Olanda nel corso di una disputa sulla politica militare. Guglielmo Federico giocò un ruolo chiave nella questione, guidando il tentativo di conquista della città di Amsterdam nell'agosto 1650; l'assedio non andò a buon fine e il colpo di Stato fallì. In seguito, alla morte di Guglielmo II, i reggenti d'Olanda colsero l'occasione per riportare lo status quo alla situazione precedente e decisero così di lasciare vacante la carica di statolder nella loro provincia, così come nelle altre in cui Guglielmo II era stato statolder, inaugurando così il Primo Periodo Senza Statolder. A causa del suo ruolo nel coup d'état Guglielmo Federico venne considerato politicamente inaccettabile, sia personalmente che in vece di Guglielmo III.
La carica di statolder era un ufficio provinciale; a livello federale, Guglielmo II aveva ricoperto la posizione di capitano generale dell'Unione, come il padre e lo zio prima di lui. Guglielmo Federico sarebbe stato in linea di successione anche per questo incarico, essendo egli stesso uno statolder come proprio diritto, non fosse stato per le stesse questioni politiche che gli avevano precluso la funzione di statolder in Olanda. Anche in questo caso egli si offrì come luogotenente capitano generale (funzione che il Duca di Marlborough avrebbe svolto dopo il 1702), ma nuovamente i reggenti decisero di lasciare la carica vacante; Guglielmo Federico non riuscì nemmeno ad ottenere la carica di comandante in capo (feldmaresciallo), che andò ad un nobile olandese.
Guglielmo Federico cercò di agire come il capo de facto della fazione orangista, in opposizione con il partito degli Stati del Gran pensionario Johan de Witt e lo zio Cornelis de Graeff, ma venne sconfitto e messo in scacco da De Witt ad ogni sua mossa. Il fatto che i membri del ramo primogenito della famiglia fossero sospettosi nei riguardi delle sue ambizioni resero la sua posizione ancora più difficile, anche dopo il suo matrimonio all'interno del ramo principale.
Ciononostante, al di fuori dei Paesi Bassi le sue ambizioni incontrarono maggiori successi; nel 1654 il suo titolo comitale venne elevato a quello di principe imperiale (Reichsfürst) dall'imperatore Ferdinando III. All'interno dell'Impero questo gli diede maggior prestigio, che, comunque, non si tradusse in un uguale avanzamento nella Repubblica.
Per un momento, negli ultimi anni 1650, sembrò che Guglielmo Federico avesse delle opportunità di diventare comandante in capo, come parte di un compromesso politico proposto da De Witt, ma il tutto si risolse in un nulla di fatto. Solamente durante l'invasione di Bernhard von Galen nel corso della seconda guerra anglo-olandese, che minacciò le sue province di Groninga e Frisia, egli venne incaricato di un comando sul campo di battaglia; egli riportò un successo nella riconquista della fortezza strategica di Deilerschans, ma poco dopo, il 31 ottobre 1664, egli morì in un incidente, causato dallo scoppio accidentale di una pistola.
Prima della sua morte era riuscito a persuadere gli Stati generali di Frisia che il figlio Enrico Casimiro II, appena settenne nel 1664, gli sarebbe succeduto nella carica di statolder; l'assemblea mantenne la parola accettando la reggenza della madre del bambino. Nel 1675 lo statolderato in Frisia venne reso ereditario.

## Ascendenza
|                                     |                              |                                  | Genitori                           |  |  | Nonni |  |  | Bisnonni                         |  |  | Trisnonni                        |  |
|                                     |                              |                                  |                                    |  |  |       |  |  | Guglielmo I di Nassau-Dillenburg |  |  | Guglielmo V di Nassau-Dillenburg |  |
|                                     |                              |                                  |                                    |  |  |       |  |  | Guglielmo I di Nassau-Dillenburg |  |  | Guglielmo V di Nassau-Dillenburg |  |
|                                     |                              | Elisabetta d'Assia-Marburg       |                                    |  |  |       |  |  | Guglielmo I di Nassau-Dillenburg |  |  |                                  |  |
| Giovanni VI di Nassau-Dillenburg    |                              |                                  |                                    |  |  |       |  |  | Guglielmo I di Nassau-Dillenburg |  |  |                                  |  |
|                                     |                              | Giuliana di Stolberg-Wernigerode | Botho VIII di Stolberg-Wernigerode |  |  |       |  |  |                                  |  |  |                                  |  |
|                                     |                              | Giuliana di Stolberg-Wernigerode | Botho VIII di Stolberg-Wernigerode |  |  |       |  |  |                                  |  |  |                                  |  |
|                                     |                              | Giuliana di Stolberg-Wernigerode | Anna di Eppstein-Königstein        |  |  |       |  |  |                                  |  |  |                                  |  |
| Ernesto Casimiro di Nassau-Dietz    |                              | Giuliana di Stolberg-Wernigerode |                                    |  |  |       |  |  |                                  |  |  |                                  |  |
|                                     |                              | …                                | …                                  |  |  |       |  |  |                                  |  |  |                                  |  |
|                                     |                              | …                                | …                                  |  |  |       |  |  |                                  |  |  |                                  |  |
|                                     |                              | …                                | …                                  |  |  |       |  |  |                                  |  |  |                                  |  |
| Elisabetta di Leuchtenberg          |                              | …                                |                                    |  |  |       |  |  |                                  |  |  |                                  |  |
|                                     |                              | …                                | …                                  |  |  |       |  |  |                                  |  |  |                                  |  |
|                                     |                              | …                                | …                                  |  |  |       |  |  |                                  |  |  |                                  |  |
|                                     |                              | …                                | …                                  |  |  |       |  |  |                                  |  |  |                                  |  |
| Guglielmo Federico di Nassau-Dietz  |                              | …                                |                                    |  |  |       |  |  |                                  |  |  |                                  |  |
|                                     | Giulio di Brunswick-Lüneburg | Enrico V di Brunswick-Lüneburg   |                                    |  |  |       |  |  |                                  |  |  |                                  |  |
|                                     | Giulio di Brunswick-Lüneburg | Enrico V di Brunswick-Lüneburg   |                                    |  |  |       |  |  |                                  |  |  |                                  |  |
|                                     | Giulio di Brunswick-Lüneburg | Maria di Württemberg             |                                    |  |  |       |  |  |                                  |  |  |                                  |  |
| Enrico Giulio di Brunswick-Lüneburg | Giulio di Brunswick-Lüneburg |                                  |                                    |  |  |       |  |  |                                  |  |  |                                  |  |
|                                     |                              | Edvige di Brandeburgo            | Gioacchino II di Brandeburgo       |  |  |       |  |  |                                  |  |  |                                  |  |
|                                     |                              | Edvige di Brandeburgo            | Gioacchino II di Brandeburgo       |  |  |       |  |  |                                  |  |  |                                  |  |
|                                     |                              | Edvige di Brandeburgo            | Edvige Jagellona                   |  |  |       |  |  |                                  |  |  |                                  |  |
| Sofia Edvige di Brunswick-Lüneburg  |                              | Edvige di Brandeburgo            |                                    |  |  |       |  |  |                                  |  |  |                                  |  |
|                                     |                              | Federico II di Danimarca         | Cristiano II di Danimarca          |  |  |       |  |  |                                  |  |  |                                  |  |
|                                     |                              | Federico II di Danimarca         | Cristiano II di Danimarca          |  |  |       |  |  |                                  |  |  |                                  |  |
|                                     |                              | Federico II di Danimarca         | Dorotea di Sassonia-Lauenburg      |  |  |       |  |  |                                  |  |  |                                  |  |
| Elisabetta di Danimarca             |                              | Federico II di Danimarca         |                                    |  |  |       |  |  |                                  |  |  |                                  |  |
|                                     |                              | Sofia di Meclemburgo-Güstrow     | Ulrico III di Meclemburgo-Güstrow  |  |  |       |  |  |                                  |  |  |                                  |  |
|                                     |                              | Sofia di Meclemburgo-Güstrow     | Ulrico III di Meclemburgo-Güstrow  |  |  |       |  |  |                                  |  |  |                                  |  |
|                                     |                              | Sofia di Meclemburgo-Güstrow     | Elisabetta di Danimarca            |  |  |       |  |  |                                  |  |  |                                  |  |
|                                     |                              | Sofia di Meclemburgo-Güstrow     |                                    |  |  |       |  |  |                                  |  |  |                                  |  |